# Esther Vilar
Esther Vilar, nata Esther Margareta Katzen (Buenos Aires, 16 settembre 1935), è una scrittrice argentina naturalizzata tedesca.

## Biografia
Prima di intraprendere l'attività pubblicistica ha esercitato la professione di medico. È conosciuta per il suo saggio Der Dressierte Mann ("L'uomo manipolato"), pubblicato nel 1971.

## Opere
- (DE)  Der Dressierte Mann, Berstelsmann Verlag, 1971